# Bad Sauerbrunn
Bad Sauerbrunn (före 1985: Sauerbrunn, ungerska: Savanyúkút, kroatiska: Kisela Voda) är en ort och kommun i förbundslandet Burgenland i Österrike. Kommunen hade cirka 2 200 invånare (2018).